# Dave Finlay
Pour les articles homonymes, voir Finlay.
David Edwards Finlay, (né le 31 janvier 1958 à Belfast), plus simplement connu en tant que Finlay, est un ancien catcheur nord-irlandais. Il travaille actuellement à la World Wrestling Entertainment (WWE) en tant que producteur.
Fils d'un catcheur, il suit les traces de son père et lutte principalement en Europe. Il part aux États-Unis et rejoint la World Championship Wrestling (WCW) en 1995. il y remporte le championnat du monde télévision de la WCW ainsi que le Junkyard Dog Hardcore Trophy. Il quitte la WCW en 2000 et retourne en Europe.
Il retourne aux États-Unis et travaille à la WWE comme catcheur ainsi que comme entraîneur chargé de la formation des futures catcheuses. Il y devient champion des États-Unis de la WWE et apparaît comme étant le père de Hornswoggle. Il se fait renvoyer en 2011 à la suite d'un incident avec des militaires américains. Il lutte ensuite dans diverses fédérations nord-américaines, européennes et japonaises avant d'arrêter sa carrière en 2012.
La WWE le réengage en juillet 2012 comme producteur et entraîneur avant de se faire licencier le 15 avril 2020 en raison des restrictions d'effectif dues à la crise de COVID-19 dans le monde. Il revient à la WWE en novembre de la même année, en tant que producteur.
En dehors du ring, Finlay est le père du catcheur David Finlay Jr.

## Carrière

### Débuts en Europe (1978-1995)
Finlay commence sa carrière en Irlande  dans la fédération de son père David, Sr.. Il part en Grande-Bretagne où il s'entraîne auprès de Ted Betley. Dans les années 1980, il apparaît régulièrement à la télévision dans l'émission World of Sport. Il y remporte à quatre reprises le championnat de Grande-Bretagne des poids mi-lourds entre 1982 et 1984.

### World Championship Wrestling (1995-2000)
Finlay effectuait sa première apparition à WCW Saturday Night en 1996, attaquant Lord Steven Regal et utilisant le nom de ring Belfast Bruiser, nom qu'il utilisait déjà à ses débuts. Finlay à la WCW remportait le titre WCW TV Championship et le WCW Hardcore Championship à la suite de plusieurs défaites contre Raven et Matt Morgan de SVR. Il fait donc un heel turn. L'irlandais suit alors une ligne de défaite à la suite de son mouvement Heel. Le 15 mai 1998, il adopte le brogue kick jusqu'en 2000 ou il quitte la WCW pour manque de respect dit-il.

### World Wrestling Entertainment (2004-2011)
Peu après avoir quitté la WCW, Dave Finlay est engagé par la WWE pour être Road Agent (agent qui a pour but de préparer les superstars avant leur combat) et entraîner les Divas.

#### SmackDown (2004-2007)
Il faut attendre 2004 pour qu'il envisage un retour sur le ring. Il combat Jamie Noble lors d'un house show à Glasgow. Il revient à SmackDown le 30 décembre 2005.
En janvier 2006, contre Matt Hardy, il perd par disqualification. Après le match, il continue à attaquer son adversaire, il devient alors un catcheur heel.
Il entre ensuite dans une rivalité en battant Bobby Lashley dans un Lumberjack match. Il fut aussi un des participants du tournoi de King of the Ring 2006 : il élimine Chris Benoit en quart de finale mais perd en demi-finale face à Bobby Lashley. Lors de la finale, il aide Booker T à battre Bobby Lashley. À Judgment Day 2006, il est battu par Chris Benoit.
Il détrône le United States Champion Bobby Lashley le 14 juillet 2006 à WWE SmackDown avec l'aide Hornswoggle. À The Great American Bash 2006 il conserve le titre face à Sir William Regal avec l'aide de Little Bastard. Le 1er septembre 2006, il perd la ceinture dans un Triple Threat match, battu par M.. Kennedy.
Après avoir perdu le titre, il entre en rivalité avec Bobby Lashley et Batista. À No Mercy 2006, il participe au Fatal-4-Way match pour le World Heavyweight Championship mais ne gagne pas la ceinture.
Après avoir quitté King Booker et le King Booker's Court, il perd contre Batista en novembre 2006. À Armageddon, il fait équipe avec King Booker contre le champion du monde Batista et le champion de la WWE John Cena mais il perd ce combat. Le 1er avril, à Wrestlemania XXIII, il participe au Money in the bank, mais il est remporté par M. Kennedy.
Le 7 juillet 2007, Finlay bat Ric Flair avec sa nouvelle prise de finition : le Celtic Knot. Le 18 août 2007, à Saturday Night's Main Event, il est en équipe avec The Great Khali et perd contre Kane et Batista. À SummerSlam (2007), il perd contre Kane mais il prend sa revanche le 14 septembre en remportant un Street Fight match. À Cyber Sunday 2007, il perd contre Rey Mysterio.
Quand Hornswoggle eut une rivalité avec The Great Khali il interviendra souvent, ce qui lui fera faire un face turn.
Le 3 mars, Finlay annonce qu'il est le vrai père de Hornswoggle et entre en rivalité avec JBL. Il perdra contre celui-ci lors du Belfast Brawl de WrestleMania XXIV.

#### ECW (2008-2009)

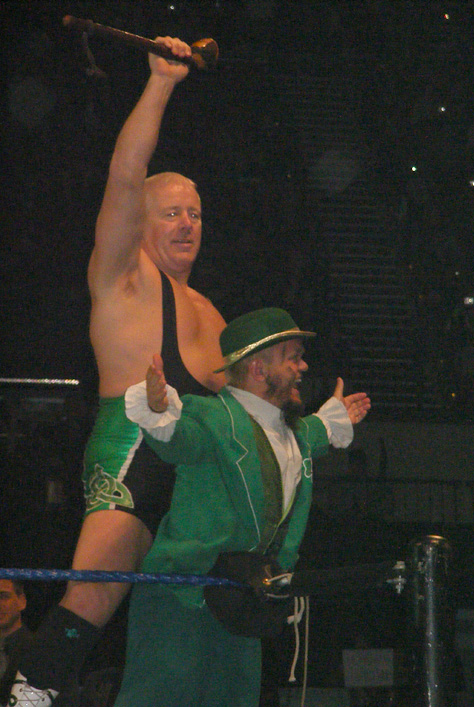
Finlay et Hornswoggle en 2008.

Lors du Royal Rumble (2008), il est éliminé par DQ.
Le 25 juin, il se fait drafter à ECW avec Hornswoggle. À Night Of Champions, Finlay et Hornswoggle perdent face à John Morrison et The Miz, dans un match pour le titre par équipe.
À The Great American Bash 2008, Finlay et Hornswoggle participent à un Fatal-Four Way Tag Team match pour le WWE Tag Team Championship, contre The Miz et John Morrison, Zack Ryder et Curt Hawkins, ainsi que Jesse et Festus, match qu'ils ne remportent pas. À Unforgiven 2008, il affronte Mark Henry, The Miz, Matt Hardy et Chavo Guerrero mais ne remporte pas le ECW Championship car c'est Matt Hardy qui remporte le match et la ceinture. Lors d'Armageddon 2008, il bat Mark Henry, dans un Belfast Brawl match, après plusieurs coups de shillelagh.
Le 25 janvier 2009, il participe au Royal Rumble 2009 sans succès. Lors de No Way Out 2009, le 15 février 2009, il perd face à Jack Swagger dans un match pour le titre de ECW Champion. 
Le 13 mars à SmackDown il se qualifie pour le Money In The Bank de WrestleMania XXV contre The Brian Kendrick qui sera remporté par CM Punk.
Lors de The Bash 2009, il affronte Tommy Dreamer, Christian, Jack Swagger et Mark Henry pour le ECW Championship dans un Scramble match mais Tommy Dreamer conserve son titre.

#### Retour à SmackDown et renvoi (2009-2011)
Finlay est drafté à Smackdown le 26 juin 2009 où pour son premier match il perd face à Dolph Ziggler. Lors du show Smackdown du 23 octobre 2009, il se qualifie avec Matt Hardy, R-Truth, Tyson Kidd & David Hart Smith pour intégrer l'équipe Smackdown aux côtés de Chris Jericho et Kane lors de Bragging Rights 2009. Lors de l’événement, c'est son équipe qui gagne. 
Finlay entre par la suite en semi-retraite, effectuant aussi les tâches d'entraineur (il forme les jeunes catcheurs inexpérimentés) et d'agent parallèlement à sa carrière de catcheur. Il n’apparaîtra plus qu'occasionnellement, notamment lors de la bataille royale de WrestleMania XXVI (qu'il perdra).
Il devient par la suite l'un des producteurs de l'émission Smackdown.
Finlay a été renvoyé de la WWE le 29 mars 2011 à la suite d'un incident en house show ; il avait demandé au catcheur The Miz d'interrompre l'hymne américain pour se faire siffler par le public, ce qui a déplu à des membres de la Garde Nationale américaine (avec qui la WWE a un partenariat) présents lors de ce show et qui se sont plaints auprès des officiels de la WWE. Il était également formateur de jeunes talents au sein de la WWE. En juin 2011, la WWE a décidé de le licencier.

### Ring of Honor (2012)
Lors de ROH Border Wars le 12 mai 2012, il perd contre Roderick Strong et ne remporte pas le ROH World Championship. Le 24 juin 2012 lors de ROH Best in the World '12, il perd contre Michael Elgin.

### Retour à la World Wrestling Entertainment (2012-...)

#### Producteur (2012-...)
Après un passage dans le circuit indépendant et un an après l'incident en House Show, Finlay est retourné le 11 juillet 2012, comme producteur dans les coulisses.
Le 15 avril 2020, la World Wrestling Entertainment annonce son licenciement en raison des restrictions d'effectif dues à la crise de COVID-19 dans le monde.
Il effectue son retour en tant que producteur en novembre 2020.

## Palmarès
- All Star Wrestling (en) (ASW)
  - 1 fois champion poids lourd de Grande-Bretagne de la ASW[31]

- Catch Wrestling Association (en) (CWA)
  - 4 fois champion du monde des poids moyens de la CWA[32]
  - 1 fois champion poids lourd intercontinental de la CWA[33]
  - 1 fois champion du monde par équipes de la CWA avec Marty Jones en 1990[34]

- Joint promotions
  - 5 fois champion de Grande-Bretagne des poids mi-lourd[4]
  - 4 fois champion du monde des poids mi-lourd[35]
  - 1 fois champion par équipes de World of Sports avec Skull Murphy[36]

- Smash (en)
  - 1 fois champion de la Smash[37]

- World Championship Wrestling (WCW)
  - 1 fois champion du monde télévision de la WCW[38]
  - 1 fois Vainqueur du Hardcore Junkyard Invitational Tournament en 1999

- World Wrestling Entertainment (WWE)
  - 1 fois champion des États-Unis de la WWE[39]

## Vie privée
David Finlay est marié avec Manuella, qui lui a donné ses trois enfants. Il a aussi entraîné des catcheurs comme CM Punk, et des divas telles que Trish Stratus, Michelle McCool et Maryse.
Il a un fils également catcheur connu sous le nom de David Finlay Jr, travaillant à la NJPW.